# Ichneumon artifex
Ichneumon artifex là một loài tò vò trong họ Ichneumonidae.